# Prêmio Internet IEEE
Prêmio Internet IEEE (em inglês:   IEEE Internet Award) é um prêmio da área técnica estabelecido pelo Instituto de Engenheiros Eletricistas e Eletrônicos (Institute of Electrical and Electronics Engineers - IEEE) em junho de 1999. É patrocinado pela Nokia Corporation. Pode ser apresentado anualmente a um indivíduo ou até três destinatários, por contribuições excepcionais ao avanço da tecnologia da Internet para arquitetura de rede, mobilidade e/ou aplicativos de uso final. Os premiados recebem uma medalha de bronze, em certificado e um honorário.
As seguintes pessoas receberam o prêmio:
- 2000 – Paul Baran, Donald Davies, Leonard Kleinrock e Lawrence Roberts
- 2001 – Louis Pouzin
- 2002 – Steve Crocker
- 2003 – Paul Mockapetris (a citação de Mockapetris cita especificamente Jon Postel que havia morrido e não pode receber o prêmio por seu trabalho de equipe no desenvolvimento do Domain name system (DNS)
- 2004 – Ray Tomlinson e David H. Crocker
- 2005 – Sally Floyd
- 2006 – Scott Shenker
- 2007 – não concedido
- 2008 – Mike Brecia, Ginny Travers e Bob Hinden
- 2009 – Lixia Zhang
- 2010 – Steve Deering
- 2011 – Jun Murai
- 2012 – Mark Handley
- 2013 – David L. Mills
- 2014 – Jon Crowcroft
- 2015 – Kimberly Claffy e Vern Paxson
- 2016 – Henning Schulzrinne
- 2017 – Deborah Estrin
- 2018 – Ramesh Govindan
- 2019 – Jennifer Rexford
- 2020 – Stephen Casner e Eve Schooler